# Jeremy Parquet
Jeremy Parquet (født 11. april 1982) er en tidligere amerikansk fodbold-spiller fra USA, der spillede som offensiv linjemand i NFL hos Pittsburgh Steelers, St. Louis Rams og Kansas City Chiefs.

## Klubber
- Kansas City Chiefs (2005)
- St. Louis Rams (2006–2007)
- Pittsburgh Steelers (2007–2008)
- Las Vegas Locomotives (2009)
- Edmonton Eskimos (2010-2011)